# Calalzo di Cadore
Calalzo di Cadore är en ort och kommun i provinsen Belluno i regionen Veneto i Italien. Kommunen hade 1 968 invånare (2018).